# Hnoss

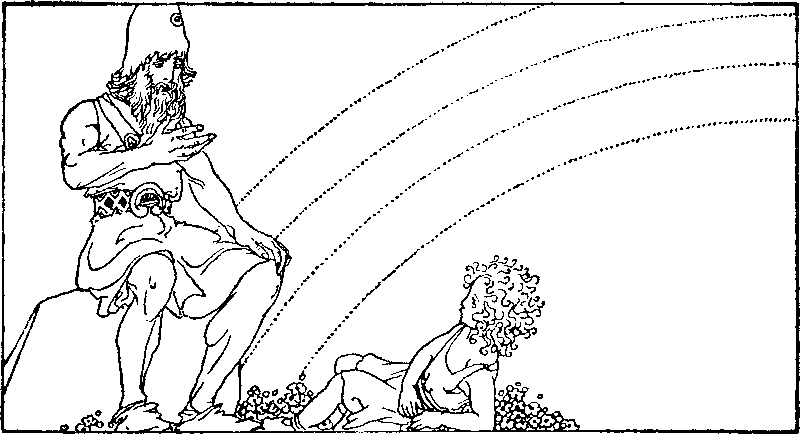
Heimdall e la piccola Hnossa (1920) di Willy Pogany.

Nella mitologia norrena, Hnoss (in antico norvegese "tesoro") è la figlia di Freia e di Óðr, sorella di Gersemi.